# Maksym Biły (1989–2013)
Maksym Iwanowycz Biły, ukr. Максим Іванович Білий (ur. 27 kwietnia 1989 w Nowomoskowsku, w obwodzie dniepropetrowskim, Ukraińska SRR, zm. 14 września 2013) – ukraiński piłkarz, grający na pozycji pomocnika.

## Kariera piłkarska

### Kariera klubowa
Wychowanek DJuSSz w Nowomoskowsku. Mając 11 lat przeniósł się do Dniepropetrowska, gdzie szkolił się w Dnipro-Olimp, a potem Akademii Piłkarskiej Szachtar Donieck, barw których bronił w juniorskich mistrzostwach Ukrainy (DJuFL). Po zakończeniu szkoły był na testach w Metalistie Charków (rozegrał 3 mecze w drużynie rezerw) i łotewskim klubie, ale podpisał kontrakt z FK Charków. 18 lipca 2007 debiutował w jego składzie w Wyższej lidze Ukrainy. Po tym jak latem 2009 charkowski klub opuścił Premier-lihę piłkarz przeniósł się do Metałurha Zaporoże. W rundzie wiosennej sezonu 2009/10 zasilił skład Zorii Ługańsk. 11 grudnia 2011 rozegrał swój ostatni mecz w koszulce Zorii.
Wiosną 2012 roku piłkarz już nie grał przez poważne problemy zdrowotne. Jeszcze jesienią podczas jednego z meczów po walce w powietrzu upadł i doznał urazu głowy. Wkrótce zaczął narzekać na ciągłe bóle głowy. Mówiono, że u piłkarza powstał guz mózgu. 14 września 2013 r. po długiej i przewlekłej chorobie Maksym Biły zmarł.

### Kariera reprezentacyjna
Występował w młodzieżowej reprezentacji Ukrainy. Również bronił barw juniorskich reprezentacji różnych wiekowych kategorii.